# Aguadilla
Aguadilla es un municipio costero localizado al noroeste del Estado Libre Asociado de Puerto Rico. El territorio que al presente comprende Aguadilla formó parte del municipio de Aguada hasta el año 1775 cuando oficialmente se segrega . La “Villa de San Carlos de la Aguadilla” cuenta con un amplio trasfondo histórico portuario desde la época de su fundación. Sus puertos marítimos servían para la importación y exportación de víveres, materia prima y como medio de transportación. Según el censo de 2020, Aguadilla tiene una población de 55,101 habitantes.
Los límites territoriales de Aguadilla son: al norte y oeste el océano Atlántico, al sur el municipio de Aguada, al este el municipio de Isabela y al sureste el municipio de Moca.  La extensión territorial de Aguadilla comprende 36.53 millas cuadradas, divididas en dieciséis (16) barrios: Aguacate, Arenales, Borinquen, Caimital Alto, Caimital Bajo, Camaceyes, Ceiba Alta, Ceiba Baja, Corrales, Guerrero, Maleza Alta, Maleza Baja, Montaña, Palmar, Pueblo y Victoria. El barrio Pueblo, a su vez, se subdivide en cinco (5) sub-barrios: Tamarindo, Santa Bárbara, Iglesia, Nuevo y Higüey. 
El barrio Pueblo, localizado en la costa al oeste del municipio es un importante centro de actividad socioeconómica y es donde se ubican la mayor parte de las oficinas del gobierno local y regional.
Aguadilla forma parte del área estadística metropolitana de Aguadilla-Isabela-San Sebastián.

## Toponimia
El origen del nombre Aguadilla proviene del diminutivo de Aguada, habiendo sido Aguadilla un barrio de este en sus orígenes. Sin embargo, algunas aseveraciones aseguran que su nombre deriva de la palabra taína guadilla o guadiya, que significa jardín. 

## Distrito de Aguadilla
En las elecciones generales de 1884 fue elegido diputado del Congreso de los Diputados de España por este Distrito (Real Villa de San Carlos de la Aguadilla), Eulogio Despujol y Dusay, I Conde de Caspe. bb

## Alcaldes
- 1775-1796 - Juan de Sosa

- 1941-1945 	José Badillo Nieves
- 1945	        Rodolfo Acevedo
- 1945-1949 	Fernando Milán
- 1949-1953 	Rafael Cabán Peña
- 1953-1957 	Rafael A. Guntín López
- 1957	        Herminio Blás
- 1957-1969 	José Acevedo Álvarez

| Elección | Alcalde | Alcalde                                   | Partido                               | Escaños por partido | Escaños por partido | Escaños por partido | Escaños por partido | Total | Fuente |
| -------- | ------- | ----------------------------------------- | ------------------------------------- | ------------------- | ------------------- | ------------------- | ------------------- | ----- | ------ |
| Elección | Alcalde | Alcalde                                   | Partido                               | MVC                 | PIP                 | PPD                 | PNP                 | Total | Fuente |
| 1960     |         | José Acevedo Álvarez                      | PPD                                   |                     | 1                   | 13                  | 2                   | 16    | [ 6 ]  |
| 1964     | 1       | José Acevedo Álvarez                      | PPD                                   | 13                  | 2                   | [ 7 ]               |                     | 16    |        |
| 1968     |         | Emilio Cerezo Muñoz                       | PNP                                   | 1                   | 2                   | 14                  | [ 8 ]               | 16    |        |
| 1972     |         | Conchita Igartúa de Suárez                | PPD                                   | 1                   | 13                  | 2                   | [ 9 ]               | 16    |        |
| 1976     |         | Joaquín Kin Acevedo Moreno                | PNP                                   | 1                   | 2                   | 13                  | [ 10 ]              | 16    |        |
| 1980     |         | Alfredo González Pérez (hasta 1987)       | PPD                                   | 1                   | 2                   | 13                  | [ 11 ]              | 16    |        |
| 1984     | 1       | Alfredo González Pérez (hasta 1987)       | PPD                                   | 12                  | 3                   | [ 12 ]              |                     | 16    |        |
| 1984     | 1       |                                           | Gustavo Herrera López (desde 1987)    | 12                  | 3                   | PPD                 |                     | 16    |        |
| 1988     |         | Ramón (Pito) Calero Bermúdez (hasta 1996) | PNP                                   | 1                   | 2                   | 13                  | [ 13 ]              | 16    |        |
| 1992     | 1       | Ramón (Pito) Calero Bermúdez (hasta 1996) | PNP                                   | 2                   | 13                  | [ 14 ]              |                     | 16    |        |
| 1992     | 1       |                                           | Agnes Bermúdez Acevedo (desde 1996)   | 2                   | 13                  | PNP                 |                     | 16    |        |
| 1996     |         | Carlos Méndez Martínez (hasta 2020)       | PNP                                   | 1                   | 2                   | 13                  | [ 15 ]              | 16    |        |
| 2000     | 1       | Carlos Méndez Martínez (hasta 2020)       | PNP                                   | 2                   | 13                  | [ 16 ]              |                     | 16    |        |
| 2004     | 1       | Carlos Méndez Martínez (hasta 2020)       | PNP                                   | 2                   | 13                  | [ 17 ]              |                     | 16    |        |
| 2008     | 1       | Carlos Méndez Martínez (hasta 2020)       | PNP                                   | 2                   | 13                  | [ 18 ]              |                     | 16    |        |
| 2012     | 1       | Carlos Méndez Martínez (hasta 2020)       | PNP                                   | 2                   | 13                  | [ 19 ]              |                     | 16    |        |
| 2016     | 1       | Carlos Méndez Martínez (hasta 2020)       | PNP                                   | 2                   | 13                  | [ 20 ]              |                     | 16    |        |
| 2016     | 1       |                                           | Yanitsia Irizarry Méndez (desde 2020) | 2                   | 13                  | PNP                 |                     | 16    |        |
| 2020     |         | Julio Roldán Concepción                   | PPD                                   | 1                   |                     | 6                   | 9                   | 16    | [ 21 ] |

## Geografía
Aguadilla es un territorio mayormente plano debido a que la ciudad está localizada en el Valle Costero Occidental, bordeando el océano Atlántico; al norte de Aguada y Moca, al oeste de Isabela. El pico más alto de Aguadilla se llama Pico Jiménez y su río más largo es el Culebrinas. Aeropuerto Rafael Hernadez, antigua Base AFB Ramey, la más grande del Caribe.

## Patrimonio
El Parterre es un pequeño parque que encierra un manantial de agua natural conocido como «El ojo de agua», que desemboca en un arroyo denominado «El río chico», un río subterráneo que se origina en la costa norte de la isla, viaja más de treinta kilómetros y emerge en el centro de la ciudad de Aguadilla, en un pequeño parque construido alrededor de la fuente de agua conocido como «El Parterre». 
Las ruinas de la Base Ramey, lugar que se caracteriza por una preciosa vista al mar hacia el mar Caribe y el océano Atlántico. Siendo este el primer faro de Aguadilla y aunque muchos ubican su construcción en 1886, la historia data que el proyecto se aprobó en 1887 y se inauguró el 15 de septiembre de 1889. Fue diseñado por Enrique Gadea y construido por Pedro Tolosa. La insatisfacción con su visibilidad desde el noroeste hizo que en el 1911 se construyera un nuevo faro. Y antes de que comenzará su construcción del nuevo faro para el 1918 debido a un fuerte terremoto sufrió severos dañados siendo clausurado.
Señalar, además, los restos del fuerte de la Concepción de principios del siglo XIX para defensa de la población. De época de la Capitanía General de Puerto Rico señalar asimismo el antiguo cementerio, la Casa de Piedra y la iglesia de San Carlos Borromeo del siglo XVIII.

## Barrios

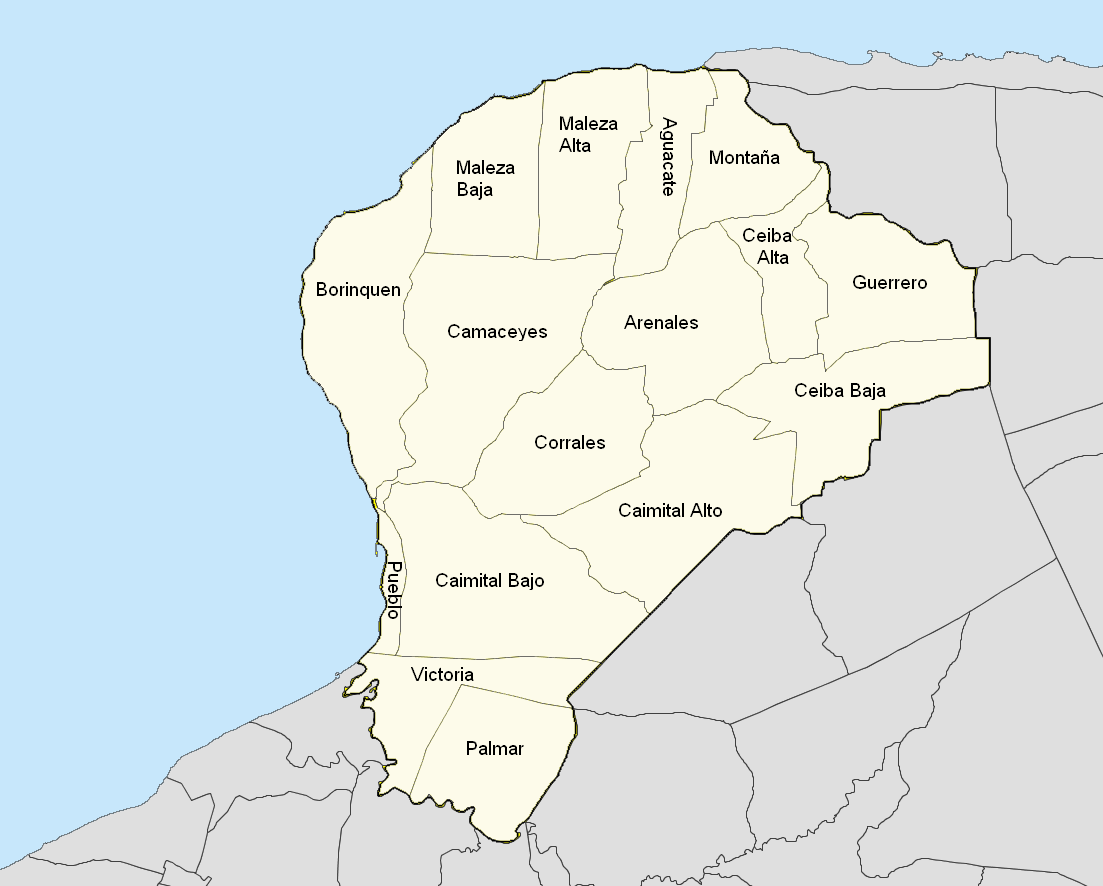
Mapa de los barrios de Aguadilla

- Aguadilla Pueblo
- Aguacate
- Arenales
- Boriquén
- Caimital Alto
- Caimital Bajo
- Camaceyes
- Ceiba Alta
- Ceiba Baja
- Corrales
- Guerrero
- Maleza Alta
- Maleza Baja
- Montaña
- Palmar
- Victoria

## Símbolos

### Bandera
La bandera de tamaño reglamentario, consiste en dos fajas horizontales de igual tamaño. La superior de color azul y la inferior de color oro, los colores predominantes en el escudo, colocándose en el centro de la misma el escudo de Aguadilla.

### Escudo
El escudo de armas de la municipalidad de Aguadilla es un escudo cuadrilongo con ángulos inferiores terminados en punta en el centro inferior, cuartelado en cruz con armas parlantes, o alusivas a Aguadilla y su historia, en los primeros tres cantones o divisiones del escudo. En el cuartel diestro del jefe o centro figura el manantial del Ojo de Agua que surge desde tiempo inmemorial cerca del centro de la población, por el cual Aguadilla es conocida: en el habla popular por el nombre de La Villa del Ojo. Al fondo, las montañas de Jaicoa, que se levantan a espaldas del caserío. En el cuartel siniestro del jefe se destaca una nao. Aguadilla fue población esencialmente marinera. Hace referencia al descubrimiento de Puerto Rico y eventual desembarco de don Cristóbal Colón. En el cuartel diestro de la punta figura una torre almenada emergida del mar, alusiva a los hechos de armas, pues con el fuego de Ia baterra de San Carlos y el Fuerte de La Concepción se rechazaron en el puerto ataques de corsarios, británicos y colombianos en los siglos XVIII y XIX. La torre almenada representa en heráldica la constancia con que se ofrece la vida por la patria. El cuartel siniestro de la punta ostenta en el campo azul de la faja una estrella de oro de cinco puntas, en alusión a los numerosos intelectuales aguadillanos que han prestigiado las letras, los artes, las ciencias, el derecho, la milicia y la administración pública puertorriqueña. En heráldica la estrella es expresión de luz y claridad y haber obtenido puestos de lucimiento. Vista central de nuestra Aguadilla actual.

### Economía
Su economía actual depende en gran mayoría de la industria farmacéutica, la producción de goma, plástico, cuero, textiles, metal, madera, maquinarias electrónicas y el procesamiento de alimentos.

### Tasa de desempleo
La tasa de desempleo 7.4 en el año 2022, anterior 9.3 2001